# Devarodes subvaria
Devarodes subvaria là một loài bướm đêm trong họ Geometridae.